# Unchitești (stație c.f.), Florești
Unchitești (stație de cale ferată) este un sat-stație de cale ferată din cadrul comunei Cuhureștii de Sus din raionul Florești, Republica Moldova.

## Demografie
Conform recensământului populației din 2004, stația c.f. Unchitești avea 121 locuitori: 79 moldoveni/români, 40 ucraineni și 2 ruși.